# Our Version of Events
Albums de Emeli Sandé
Live at the Royal Albert Hall
(2013)
Singles
1. Heaven
Sortie : 12 août 2011
2. Daddy
Sortie : 27 novembre 2011
3. Next to Me
Sortie : 10 février 2012
4. My Kind of Love
Sortie : 8 juin 2012
5. Read All About It (Part III)
Sortie : 28 août 2012
6. Clown
Sortie : 3 février 2013

Our Version of Events est le premier album de la chanteuse écossaise Emeli Sandé sorti le 10 février 2012.
Il a reçu un accueil favorable de la critique et du public, notamment au Royaume-Uni où il s'est vendu à 2 400 000 exemplaires selon The Official Charts Company en novembre 2017.
Avec une présence de 66 semaines consécutives dans le top 10 des ventes d'albums britanniques, il a battu en 2013 le record du nombre de semaines passées dans les dix premiers du classement pour un premier album, détenu jusque là par Please Please Me des Beatles.
En 2015, In the Lonely Hour, le premier album de Sam Smith établit un nouveau record.
Our Version of Events est la meilleure vente d'albums de l'année 2012 au Royaume-Uni et la deuxième en 2013,.

## Distinctions
Our Version of Events remporte le MOBO Award du meilleur album en 2012, le Brit Award de l'album britannique de l'année et l'European Border Breakers Award en 2013,,.

## Liste des titres
| 1.  | Heaven                        | - Emeli Sandé - Shahid Khan - Harry Craze - Hugo Chegwin - Mike Spencer          | 4:12 |
| 2.  | My Kind of Love               | - Sandé - Emile Haynie                                                           | 3:18 |
| 3.  | Where I Sleep                 | - Sandé - Khan                                                                   | 2:11 |
| 4.  | Mountains                     | - Sandé - Khan - James Murray - Mustafa Omer - Luke Juby                         | 4:10 |
| 5.  | Clown                         | - Sandé - Khan - Grant Mitchell                                                  | 3:41 |
| 6.  | Daddy (featuring Naughty Boy) | - Sandé - Khan - Murray - Omer - Mitchell                                        | 3:08 |
| 7.  | Maybe                         | - Sandé - Paul Herman - Ash Millard                                              | 3:47 |
| 8.  | Suitcase                      | - Sandé - Khan - Harrison                                                        | 3:06 |
| 9.  | Breaking the Law              | - Sandé - Khan - Ben Harrison - Juby                                             | 2:55 |
| 10. | Next to Me                    | - Sandé - Craze - Chegwin                                                        | 3:16 |
| 11. | River                         | - Sandé - Khan                                                                   | 4:39 |
| 12. | Lifetime                      | - Sandé - Khan - Glyn Atkins - Juby - Steve Mostyn                               | 2:53 |
| 13. | Hope                          | - Sandé - Alicia Keys                                                            | 2:58 |
| 14. | Read All About It (Part III)  | - Stephen Manderson - Iain James - Tom Barnes - Ben Kohn - Pete Kelleher - Sandé | 4:42 |

## Classements hebdomadaires
| Classement (2012-2013)             | Meilleure place |
| ---------------------------------- | --------------- |
| Allemagne (Media Control AG)       | 7               |
| Australie (ARIA)                   | 17              |
| Autriche (Ö3 Austria Top 40)       | 17              |
| Belgique (Flandre Ultratop)        | 3               |
| Belgique (Wallonie Ultratop)       | 10              |
| Canada (Canadian Albums Chart)     | 22              |
| Danemark (Tracklisten)             | 8               |
| Écosse (OCC)                       | 1               |
| Espagne (Promusicae)               | 19              |
| États-Unis (Billboard 200)         | 28              |
| Finlande (Suomen virallinen lista) | 5               |
| France (SNEP)                      | 9               |
| Irlande (IRMA)                     | 1               |
| Italie (FIMI)                      | 24              |
| Norvège (VG-lista)                 | 15              |
| Nouvelle-Zélande (RIANZ)           | 9               |
| Pays-Bas (Mega Album Top 100)      | 3               |
| Portugal (AFP)                     | 20              |
| Royaume-Uni (UK Albums Chart)      | 1               |
| Suède (Sverigetopplistan)          | 27              |
| Suisse (Schweizer Hitparade)       | 6               |

## Certifications
| Pays                    | Certification | Unités certifiées |
| ----------------------- | ------------- | ----------------- |
| Allemagne (BVMI)        | 3 × Or        | 300 000           |
| Australie (ARIA)        | Or            | 35 000            |
| Belgique (BEA)          | Or            | 15 000            |
| Danemark (IFPI)         | Platine       | 20 000            |
| États-Unis (RIAA)       | Or            | 500 000           |
| Europe (IFPI)           | 2 × Platine   | 2 000 000         |
| France (SNEP)           | Platine       | 100 000           |
| Irlande (IRMA)          | 3 × Platine   | 45 000            |
| Italie (FIMI)           | Or            | 25 000            |
| Nouvelle-Zélande (RMNZ) | Or            | 7 500             |
| Pays-Bas (NVPI)         | Platine       | 50 000            |
| Royaume-Uni (BPI)       | 8 × Platine   | 3 400 000         |
| Suisse (IFPI)           | Or            | 15 000            |